# Debarinidae
Debarinidae es una familia de foraminíferos bentónicos de la superfamilia Nezzazatoidea, del suborden Nezzazatina y del orden Lituolida. Su rango cronoestratigráfico abarca el Aptiense (Cretácico superior).

## Discusión
Clasificaciones previas incluían el género de Debarinida (Debarina) en la familia Haplophragmoididae de la superfamilia Lituoloidea, así como en el suborden Textulariina del orden Textulariida, o en el orden Lituolida sin diferenciar el suborden Nezzazatina.

## Clasificación
Debarinidae incluye al siguiente género:
- Debarina †